# Koncert wiejski
Koncert wiejski (wł. Concerto campestre) – obraz renesansowego włoskiego malarza, przypisywany m.in. Tycjanowi.

## Pochodzenie i autorstwo dzieła
Obraz jest prawdopodobnie jednym z pierwszych dzieł Tycjana, który, wzorując się na stylu swojego mistrza Giorgione, wiernie oddał jego sposób malowania, przez co płótno  przez wiele lat było uważane za pracę tego drugiego. Pierwotnie obraz należał prawdopodobnie do księżnej Mantui Isabelli d'Este lub był w rodzinie Gonzagów mantuańskich. W 1627 roku znalazł się w zbiorach króla angielskiego Karola I, a w 1649 trafił do francuskiego bankiera Eberharda Jabacha. W 1671 roku obraz został zakupiony przez Ludwika XIV. W zbiorach króla obraz został przycięty tak, by pasował do wystroju dekoracyjnego ścian pałacu.
Do roku 1839 obraz figurował jako dzieło Giorgione, dopiero Gustav Friedrich Waagen w swojej rozprawie Kunstwerke und Künstler in England und Paris z 1837-1839 przypisał obraz Palmie Vecchio. W 1880 roku w swojej dysertacji Włoch Giovanni Morelli przedstawił argumenty za autorstwem Giorgione. W kolejnych latach autorstwo obrazu przypisywano innym malarzom, np. Belliniemu czy Sebastianowi del Piombo (Giovanni Battista Cavalcaselle, 1871). Ostatecznie spory wokół autorstwa obrazu pomiędzy Tycjanem a Giorgione toczą się do dziś.

## Symbolizm i inspiracje
Dzieło należy do obrazów zaliczanych do tzw. Fête champêtre, tematyki, która została rozpropagowana w XVIII wieku. Przedstawia dwóch ubranych mężczyzn w czerwonych kapeluszach oraz dwie nagie kobiety wypoczywających na łonie natury. Mężczyźni zajęci są rozmową lub śpiewem. Jeden z nich gra na lutni. Nie zauważają obecności nagich kobiet, co sugeruje iż w rzeczywistości ich nie ma, a cała scena jest alegorią Poezji. Świadczyć o tym mogą artefakty w rękach kobiet: flet i woda wylewana z dzbana. Temat wywodzi się z neoplatońskiej teorii harmonii pomiędzy muzyką ziemską (reprezentowaną tu przez grającego mężczyznę) a muzyką niebiańską, ukazaną przez kobietę – nimfę z fletem, oraz z idei zależności pomiędzy harmonią muzyczną i wszechświata. Koncert wiejski mógł być również ilustracją dzieła Sannazara Arkadia (1504) lub dzieła Wergiliusza pt. Bukolika. Mógł mieć również związek z wydaną w roku 1505 księgą Gli asolani Pietra Bembo o tematyce miłosnej, a dedykowanej Lukrecji Borgii.
Na drugim planie widać pasterza prowadzącego bydło, a dalej rozmyty krajobraz.

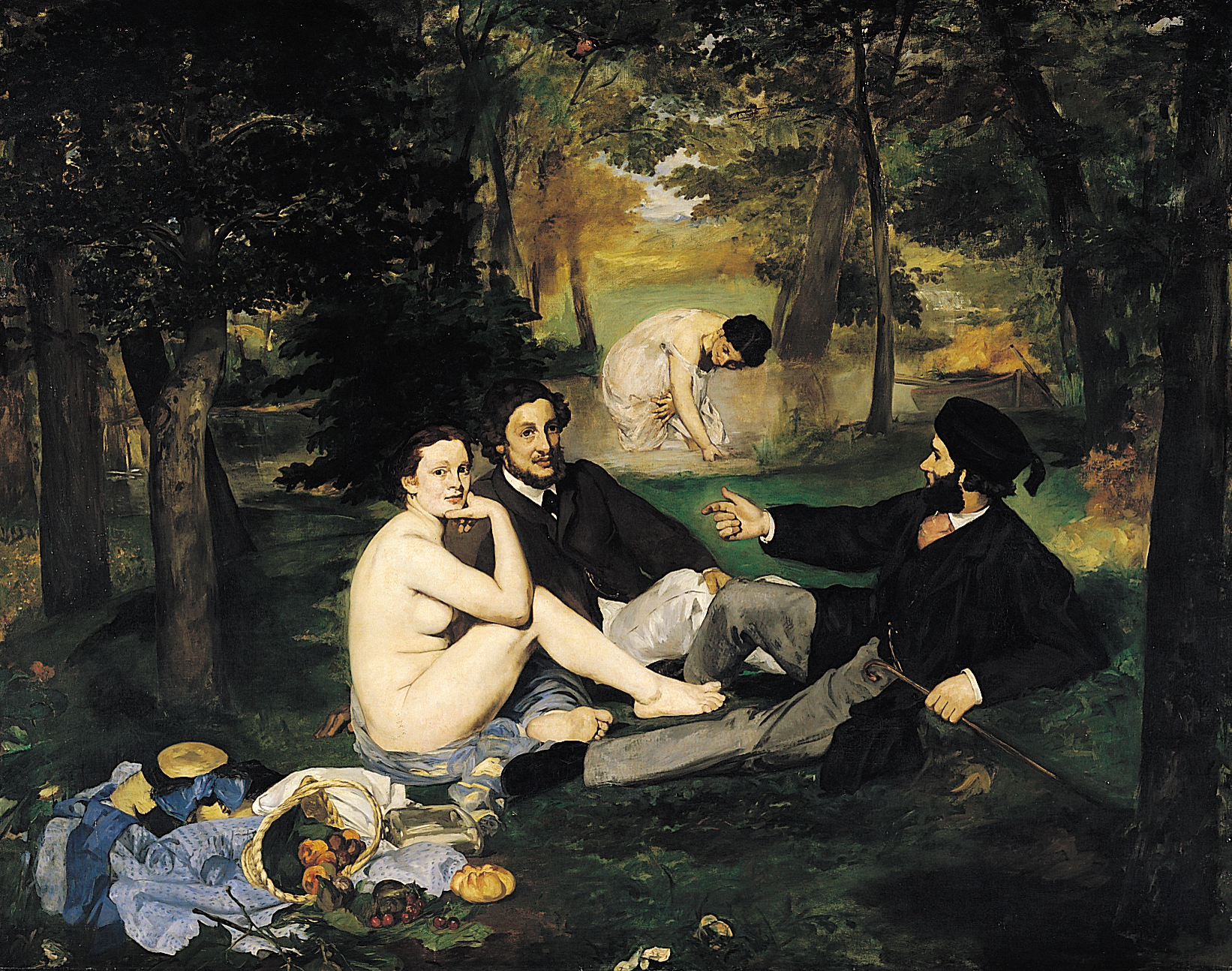
Śniadanie na trawie Édouard Manet, 1863

Przedstawiona scena jest spowita ciepłym, wygaszonym weneckim światłem o spokojnych barwach. Sposób wykonania płótna był inspiracją dla barokowego malarza Rubensa czy też dla XIX-wiecznych romantycznych płócien Delacroix. Koncert wiejski był bezpośrednią inspiracją dla późniejszego dzieła francuskiego malarza Édouarda Maneta pt. Śniadanie na trawie. Scena przedstawiona przez Maneta wzbudziła zgorszenie wśród publiki i krytyki, przez co obraz został wystawiony w Salonie Odrzuconych.